# Henri Alphonse Barnoin
Henri Alphonse Maximin Barnouin né à Paris le 7 juillet 1882 et mort à Clichy le 17 mars 1940 est un peintre et lithographe français.

## Biographie
Henri Alphonse Barnoin naît dans le 6e arrondissement de Paris, au 13, rue du Dragon, dans un milieu d'artistes : son père est le peintre académique Adolphe Barnoin (1853-1938), l'un de ses oncles est le portraitiste Camille Barnoin (1841-1881), tous deux natifs d'Avignon et élèves d'Alexandre Cabanel, un autre oncle, le peintre Édouard Cabane (1857 - après 1942), frère de sa mère née Marie-Andréa Cabane, est élève de William Bouguereau et de Tony Robert-Fleury récipiendaire du deuxième second Grand Prix de Rome en 1884.
Henri Alphonse Barnoin est à partir de 1900 (le domicile familial est alors situé au 37, rue Madame) élève de Luc-Olivier Merson et d'Émile Charles Dameron à l'École des beaux-arts de Paris. 
Il expose pour la première fois ses œuvres au Salon de Paris en 1909 et y obtient une mention honorable. Il obtient une médaille d'argent en 1921, une médaille d'or en 1935 et est classé hors-concours en 1939.
Il s'installe en 1912 à Concarneau où il demeure une partie de l'année à partir de 1919. Ayant boutique sur le quai Pénéroff, il est le témoin privilégié de l'animation du port, qu'il ne se lasse pas de peindre et fait alors partie du groupe de Concarneau.
Avec ses halles majestueuses et sa grande place, Le Faouët est une de ses étapes privilégiées. Il y retrouve son ami Arthur Midy, qui y a élu domicile. En 1933, son tableau de la chapelle Saint-Fiacre lui vaut le prix de l'Association des paysagistes français. Il visite les autres ports bretons de la côte Atlantique et parcourt la région ; il peint aussi à Quimperlé, Quimper, Locronan, Penmarc'h, Douarnenez, Auray, etc.
Également pastelliste, il aime jouer sur les effets de lumière tels les levers et couchers de soleil — il est parfois qualifié de peintre post-impressionniste —, mais représente aussi souvent des groupes de bretonnes en tenue traditionnelle, des pêcheurs et autres thèmes portuaires, des scènes de marché, des processions, mais aussi des paysages de côte rocheuse.
Il devient peintre officiel de la Marine en 1926.

## Expositions

### Expositions personnelles
Quatre-vingt quinze de ses œuvres ont été présentées au musée du Faouët lors d'une exposition qui lui a été consacrée en 2006,.

### Expositions collectives
- Des peintres entre terre et mer - De Concarneau au Faouët, musée du Faouët, août-octobre 2019[8].

## Œuvres

### Œuvres dans les collections publiques

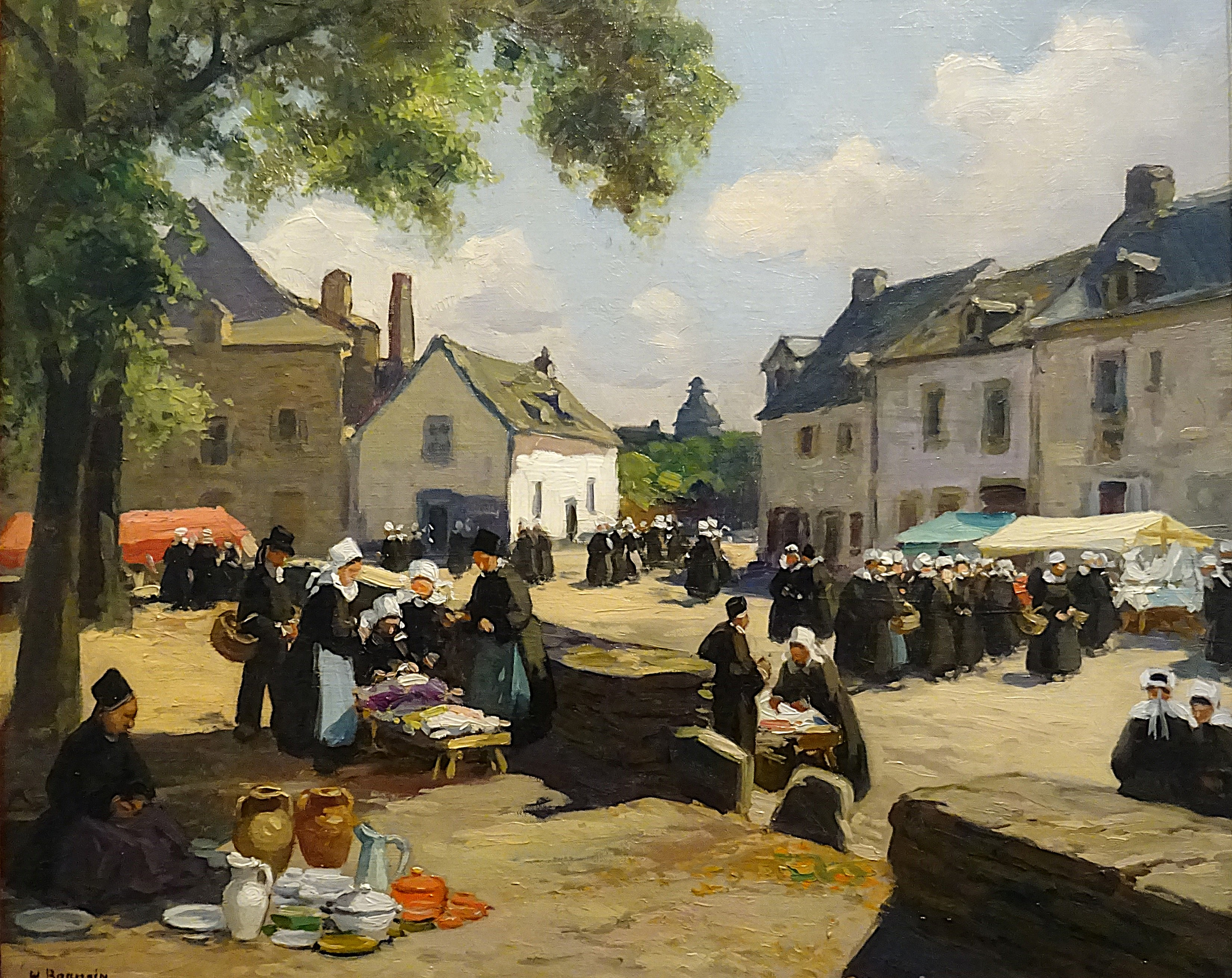
Henri Barnoin ː Marché au Faouët (non daté, huile sur toile, musée du Faouët).

- Bono (Morbihan), collection de la ville : Vue du port du Bono, huile sur toile, 758 × 185 cm, 1931 (ancien décor mural de l'hôtel du Pavillon, Auray)[3].
- Concarneau, hôtel de ville[3] : 
  - Concarneau vu de la butte aux Anglais, gouache, 37 × 37 cm ;
  - Le port d'Honfleur, huile sur toile 73 × 92 cm.
- Le Faouët, musée du Faouët :
  - Le Marché du Faouët, 1926 ;
  - Sortie de messe au Faouët, vers 1928.
- Lorient, hôtel de ville[3] :
  - Goêlettes au port, huile sur toile 77 × 90 cm ;
  - Thoniers à Concarneau, huile sur toile 52 × 63 cm ;
  - Chapelle Saint-Fiacre du Faouët, huile sur toile 160 × 203 cm, vers 1933.
- Quimper, musée des Beaux-Arts : 
  - Marché à Quimperlé, huile sur toile, 60 × 73 cm[9]. ;
  - Chapelle Notre-Dame-de-la-Clarté à Tremorvezen-en-Nevez, huile sur carton 49 × 58 cm[3].
- Vannes, Conseil général du Morbihan[3] :
  - Jour de pardon, gouache 43 × 60 cm ;
  - Marché aux étoffes, Le Faouët, huile sur toile 50 × 61 cm.

### Œuvres dans les collections privées
- Lorient, Chambre de commerce et d'industrie : Le port moderne de Lorient ou le bassin à flot du port de Lorient vu de la place Jules-Ferry, huile sur toile, 1936[3].

### Estampes
- Marché en Bretagne, lithographie, 26 × 35 cm.
- Entrée du port de Concarneau, lithographie, 23 × 29 cm.
- Marché aux étoffes, lithographie, 34 × 43 cm.
- La Tour carrée Saint-Guénolé, estampe, 39 × 51 cm.

### Œuvres non localisées
- Débarquement de la pêche au Passage-Lanriec[10].
- Jour de marché devant la Ville close[11].
- Thoniers et chaloupe au port[12].
- Jour de marché à Quimperlé[13].
- Jour de marché au pied de la cathédrale de Quimper[14].
- Jour de marché au Faouët[15].
- Le Pardon à Notre-Dame-de-la-Joie[16].
- Jour de marché sur la place de l'église
- Débarquement de la pêche au quai Chanzy à Boulogne-sur-Mer

Œuvres d'Henri Alphonse Barnoin
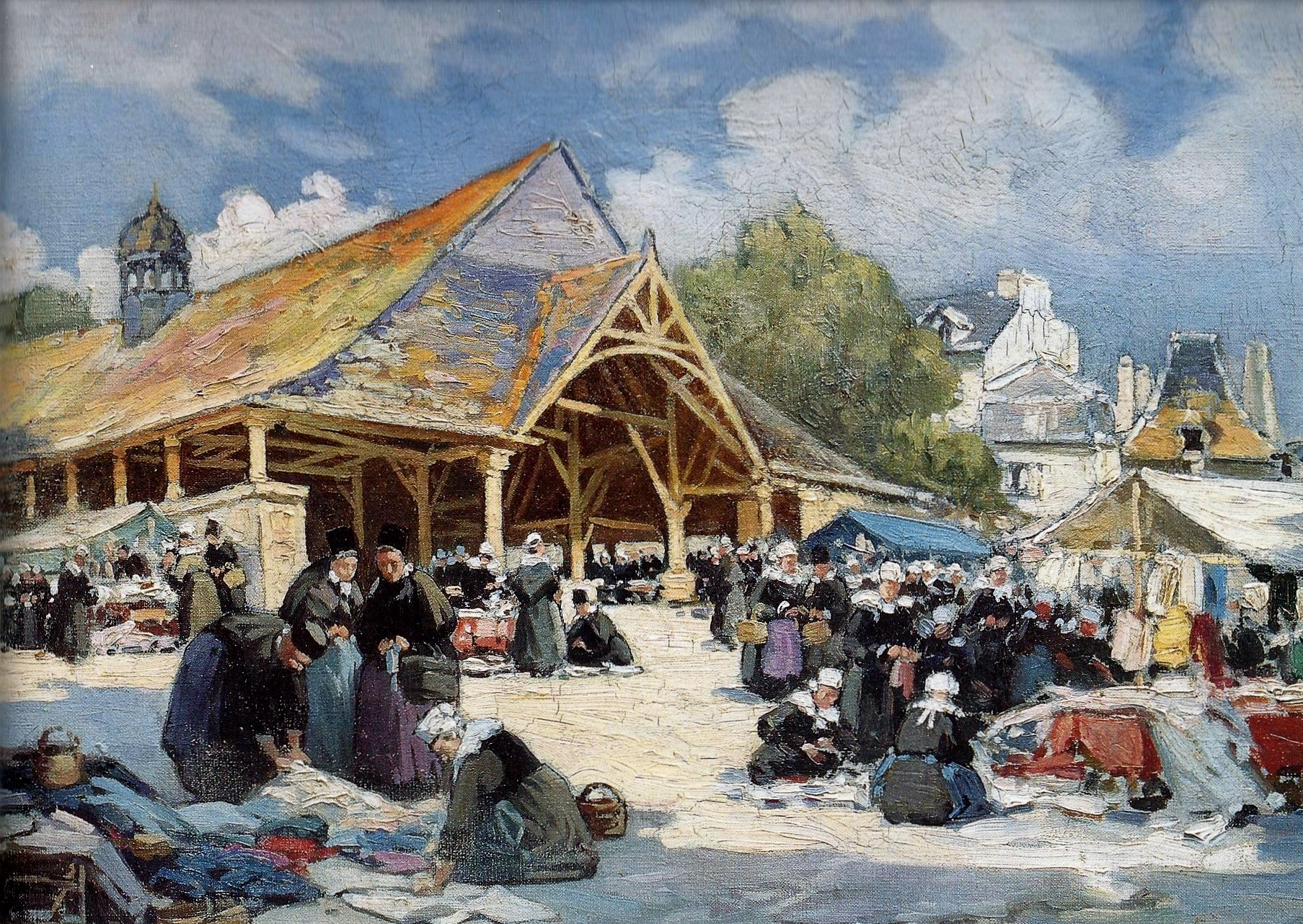
Le Marché du Faouët (1926), musée du Faouët.
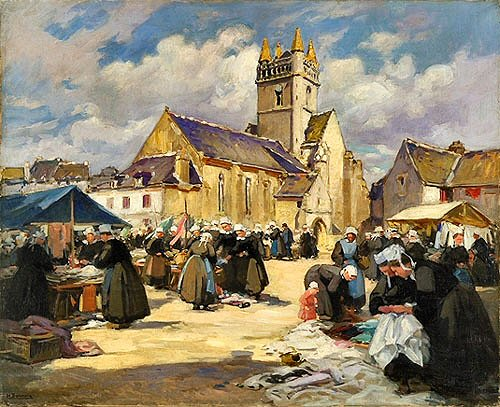
Marché à Quimperlé (vers 1928), musée des Beaux-Arts de Quimper.
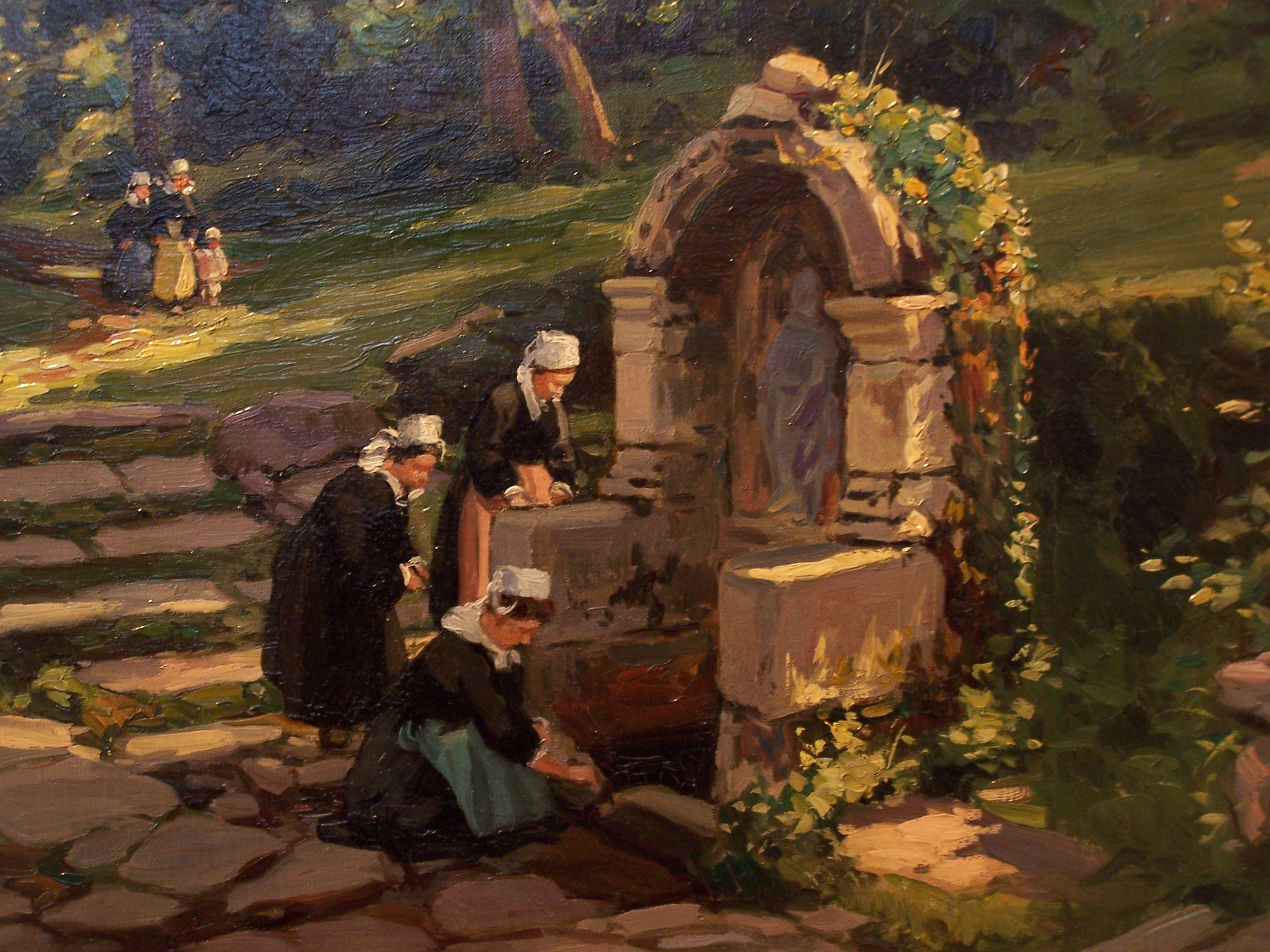
La Fontaine Sainte-Barbe du Faouët, musée du Faouët.

## Réception critique
- « Où il est passé grand maître dans son art, c'est quand il ressuscite, sous son pinceau, la vie éternellement jeune de la terre et du ciel les couleurs sans cesse changeantes des nuages et des vagues… Admirez les ciels de Barnoin, toujours brillants, même dans les effets d'obscurité, de grisaille, conservant justement une certaine sorte d'éclat. » - René Maurice[17]
- « Henri Barnoin est peintre par atavisme et milieu familial. Ses débuts l'ont introduit dans la peinture d'église, je ne dis point dans l'art sacré, qui n'existait point encore et dont son bon sens et sa bonne fortune l'ont protégé depuis lors. On en trouvera la preuve dans l'église de Concarneau. Non, certes, que son chemin de croix soit exempt de poncif et de plaqué. Mais il reste respectueux des structures et des apparences normales. Et nous y découvrons le souci lumineux, le besoins de clarté qui nécessitent sa matière et que n'étouffe pas ici le drame, dont il a suivi les quatorze stations. Cette vive sensation de lumière, c'est par d'heureux procédés qu'il nous y amène et qu'il nous satisfait par une euphorie de clarté, qui le rend le plus immédiatement identifiable de nos artistes. » - Camille de Montergon[18]
- « Barnoin est un peintre enthousiaste, un amoureux de la lumière de la Bretagne et de ses petits ports, de ses pardons, de ses marchés et autres retours de pêche, des sujets un peu rabâchés mais qu'il renouvelle à force de sincérité et aussi d'originalité dans la composition etdans la mise en page. » - Gérald Schurr[19]
- « À de rares exceptions près, comme ces vases de fleurs qui rappellent ceux peints par Arthur Midy au cous des années trente, l'artiste est un peintre de paysages. Toutefois, beaucoup d'entre eux sont à ce point animés de personnages qu'ils ressortent aussi de la scène de genre, même si l'anecdote proprement dite est le plus souvent absente. Le souci du pittoresque, en revanche, s'avère omniprésent. Il s'agit même d'une constante qui représente le lien fédérateur entre les deux sources d'inspiration principale du peintre, marines et vues portuaires d'un côté, scènes de marchés et vues urbaines de l'autre. Par cette doublé thématique, Henri Barnoin évoque deux visages complémentaires de la Bretagne, le monde des marins et celui des ruraux. En cela, il est si proche de son aîné parisien et concarnois comme lui, Fernand Legout-Gérard, dont il semble bien le suiveur, puis le continuateur, qu'on s'interroge sur la nature de leurs relations : amitié ou rivalité ? » - Jean-Marc Michaud[3]

Œuvres non localisées attribuées à Henri Alphonse Barnoin
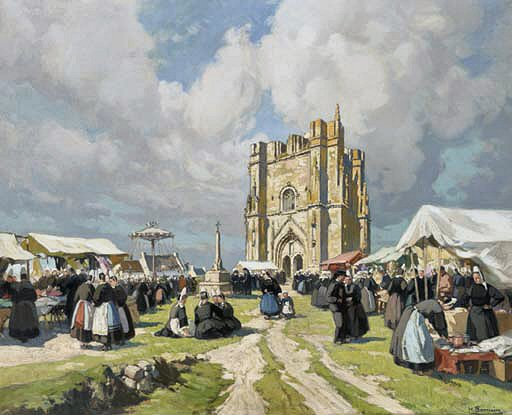
Jour de pardon à Saint-Guénolé
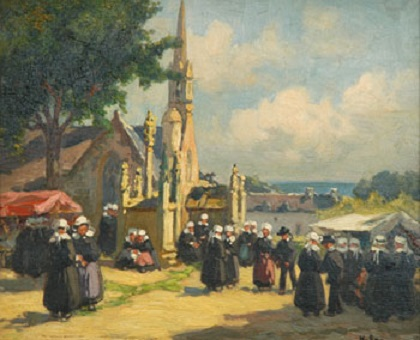
Le Pardon de La Forêt-Fouesnant
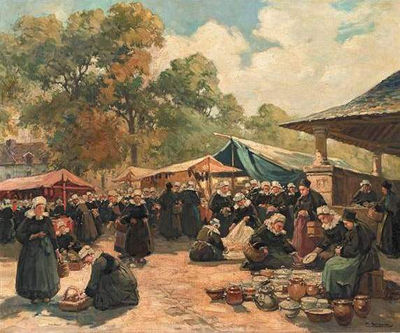
Scène de marché
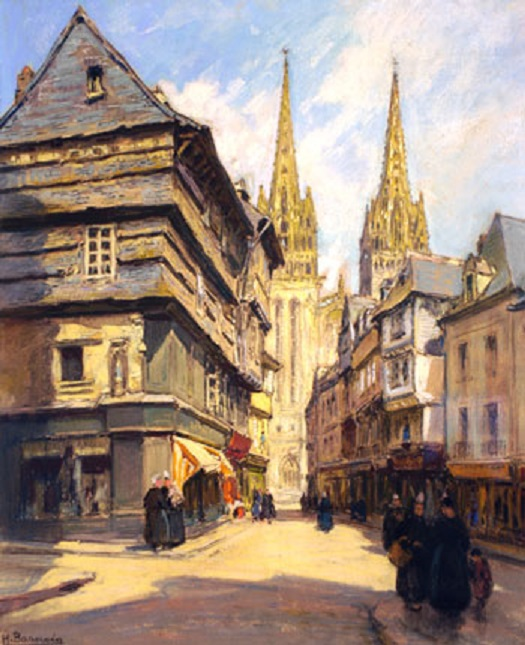
Animation rue Kereon à Quimper
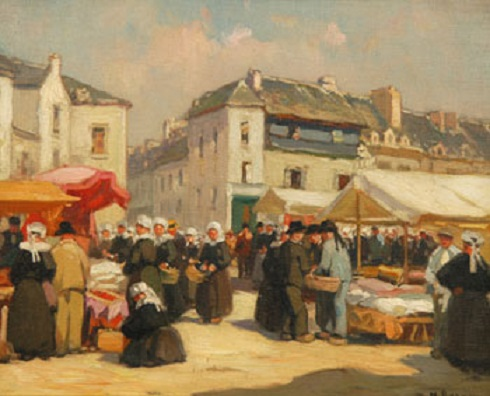
Le Marché aux étoffes à Quimperlé
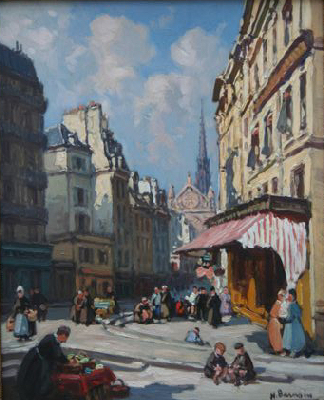
La Place Maubert à Paris
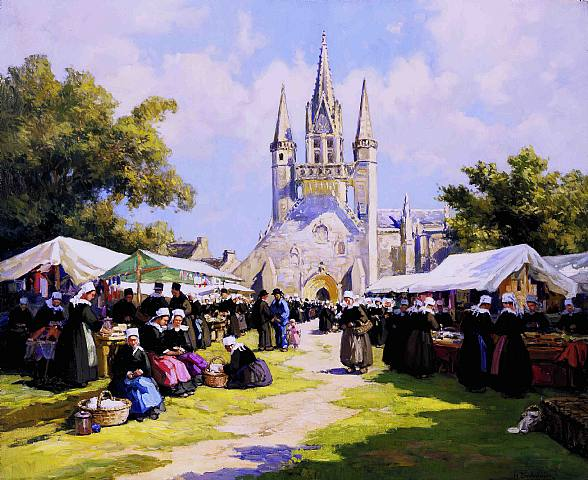
Le Pardon de Saint-Fiacre.
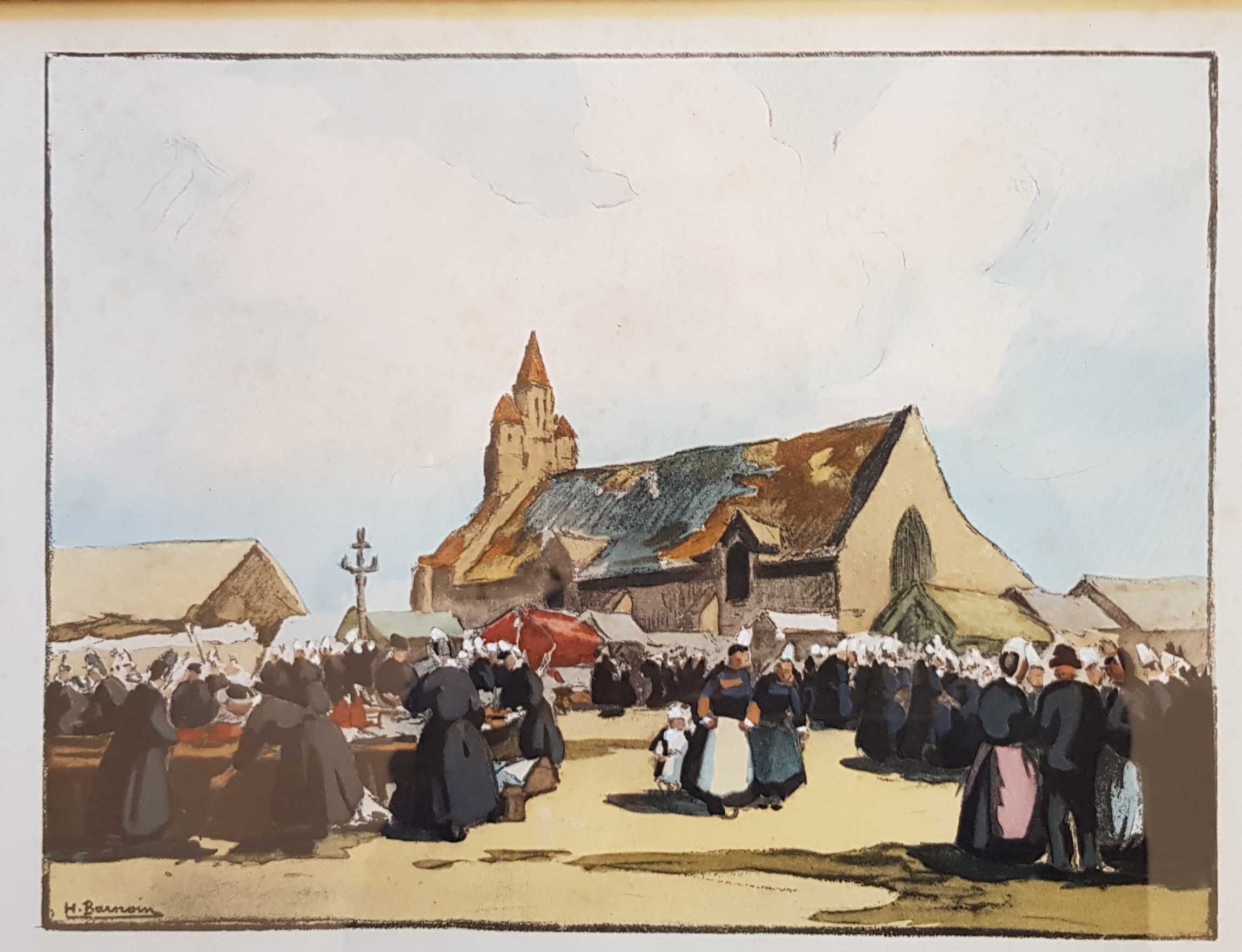
Jour de marché sur la place de l'église.
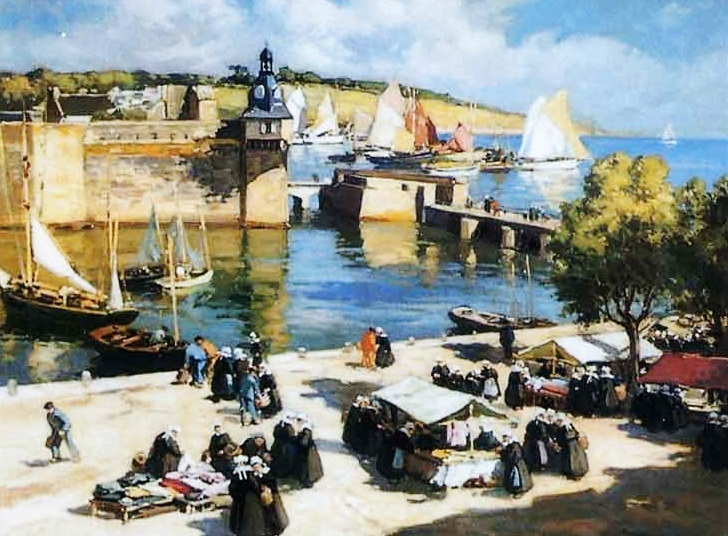
Jour de marché devant la ville close (Concarneau).